# 田上八郎
田上八郎（1891年—1948年10月），鹿儿岛县人，大日本帝国陆军中将。

## 生平
1913年，田上八郎从陆军士官学校毕业，开始投身军旅，在步兵第13联队中任少尉小队长。
1926年12月，田上八郎从陆军大学校毕业，后历任陆军步兵学校教官、第16师团参谋、第1师团参谋。1937年8月，田上八郎晋升陆军大佐，任步兵第34联队联队长，参加了淞沪会战和南京战役，并在侵占南京后参与了南京大屠杀。1940年3月，田上八郎因军功晋升陆军少将，先后在第11师团和第20师团司令部任职。
1941年后，田上八郎历任第40步兵旅旅长、第45步兵旅旅长和第17独立混合旅旅长。1943年6月，田上八郎晋升陆军中将，10月份开始担任第36师团师团长，参加新几内亚战役，直至战争结束。战争结束后，田上八郎因涉嫌战争罪被盟军逮捕，于1948年10月在查亚普拉被处决，终年57岁。